# Ifodjè FC
Ifodjè FC d'Atakpamé is een Togolese voetbalclub uit Atakpamé.

## Geschiedenis
Ifodjè FC werd in 1974 opgericht onder de naam Omnisports Atakpamé, na de hervorming van het Togolese voetbal, bij een fusie tussen CS Atakpamé en UA Atakpamé. In 1978 werd de naam gewijzigd naar het huidige Ifodjè FC.

## Erelijst
- Landskampioen

1990
- Beker van Togo

1974

## Resultaten in continentale wedstrijden
Toelichting op de tabel: #Q = #kwalificatieronde / #voorronde, #R = #ronde, PO = Play-off, Groep (?e) = groepsfase (+ plaats in de groep), 1/16 =  zestiende finale, 1/8 = achtste finale, 1/4 = kwartfinale, 1/2 = halve finale, TF = troostfinale, F = finale, T/U = Thuis/Uit, BW = Beslissingswedstrijd, W = Wedstrijd.

Uitslagen vanuit gezichtspunt Ifodjè FC
| Seizoen | Competitie                      | Ronde | Land               | Club                 | 1e W | 2e W | Totaalscore |
| ------- | ------------------------------- | ----- | ------------------ | -------------------- | ---- | ---- | ----------- |
| 1975    | CAF Beker der Bekerwinnaars     | 1     | Vlag van Niger     | Sahel SC             | 1-0  | 2-2  | 3-2         |
| 1975    | CAF Beker der Bekerwinnaars     | 1/4   | Vlag van Ivoorkust | Stella Club d'Adjamé | 0-1  | 0-4  | 0-5         |
| 1991    | Afrikaanse beker der kampioenen | Q     | Vlag van Niger     | Sahel SC             | 0-0  | 1-3  | 1-3         |